# シルヴィア・ネイサー
シルヴィア・ネイサー（英語: Sylvia Nasar、ウズベク語: Зулфия Назар ズルフィヤ・ナザル、1947年8月17日 - ）は、
ドイツ生まれのアメリカ合衆国の経済学者、作家である。ジョン・ナッシュの生涯を描いた映画作品『ビューティフル・マインド』の原作者として知られている。

## 生い立ちと私生活
ネイサーはドイツのローゼンハイムでバイエルン州出身のドイツ人の母と、後にCIAの情報将校 (Intelligence officer) となるウズベク人の父ルシ・ナザルの間に生まれた。彼女の家族は1951年にアメリカ合衆国へと移住し、その後1960年にトルコのアンカラへと移り住んだ。彼女は1970年にアンティオク大学の文学部を卒業し、1976年にニューヨーク大学で経済学修士を修了した。その後、ノーベル経済学賞受賞者ワシリー・レオンチェフの下で4年間研究を行った後、1983年にフォーチュン社に記者として入社、1990年には『U.S. News & Report』のコラムニストとなった。1991年から1999年まで『ニューヨーク・タイムズ』の経済担当記者を務めた。彼女は2001年よりコロンビア大学においてビジネス・ジャーナリズム講座初のJohn S. and James L.ナイト・プロフェッサーを務めている。 
2013年3月時点で、ネイサーは過去10年間に自身の給料から支払った寄付金のうち450万USドルが誤った用途に用いられているとして訴訟を検討している。
彼女にはクララ、リリー、ジャックという3人の子供がおり、タリータウンに暮らしている。夫はフォーダム大学の経済学者ダリル・マクロードである。

## 『大追跡: 経済の天才たちの物語』
2011年に出版されたネイサーの著書第二作はチャールズ・ディケンズ、カール・マルクス、ジョン・メイナード・ケインズ、フリードリヒ・ハイエクなどを含む現代経済の専門家に関する歴史を描いた物語となっている。この書籍『大追跡』はロサンゼルス・タイムズ書籍賞の科学技術部門を受賞した。『大追跡』はジェーン・オースティンのイングランドからアマルティア・センの近代インドまで、地球上のあらゆる人の暮らしに影響を及ぼしてきた人々の歴史を描いた作品である。この作品は運命よりも自身の手に物質状況を置くことで経済がいかに人々の抱える貧困や富の剥奪から守るかを示した壮大な物語となっている。

## 『ビューティフル・マインド』
1998年、シルヴィアは自身の処女作である『ビューティフル・マインド』を出版した。この書籍はノーベル経済学賞を受賞した経済学者であり数学者のジョン・ナッシュの伝記である。『ビューティフル・マインド』はナッシュの人生を多方面から詳細に描き、彼の人間性や動機を詳しく追い、重度の統合失調症により人間的・職業的な関係でもたらされるストレスに対して興味深い視点を与えている。『ビューティフル・マインド』は1998年の全米批評家協会賞伝記部門を受賞した。

## Manifold Destiny
2006年8月28日付の『ザ・ニューヨーカー』に掲載されたネイサーの記事「Manifold Destiny」（多様体の命運）はポアンカレ予想を解決したが2006年度のフィールズ賞受賞を拒否したグリゴリー・ペレルマンへの単独インタヴューを含んでおり、ペレルマンの証明に対するフィールズ賞受賞者シン＝トゥン・ヤウの反応を掲載していた。複数の数学者がネイサーの描写に対してヤウを擁護する手紙を書き、ヤウは訴訟を起こすことも検討するとの発言をしたが、それ以上の進展はなかった。

## 賞
- 2011年 Grand Pursuit: The Story of Economic Genius, ロサンゼルス・タイムズ書籍賞科学技術部門受賞
- 1999年 A Beautiful Mind, Royal Society Prizes for Science Booksノミネート[4]
- 1998年 A Beautiful Mind, 全米批評家協会賞伝記部門受賞[4]
- 1998年 A Beautiful Mind, ピューリッツァー賞伝記部門ノミネート[4]

## 著書
- A Beautiful Mind（英語版）: A Biography of John Forbes Nash, Jr., Winner of the Nobel Prize in Economics, Simon & Schuster, 1994年. ISBN 0-684-81906-6
- Grand Pursuit: The Story of Economic Genius（英語版）, Simon & Schuster, 2011年9月13日. ISBN 978-0-684-87298-8